# Museo de las Centrales Energéticas

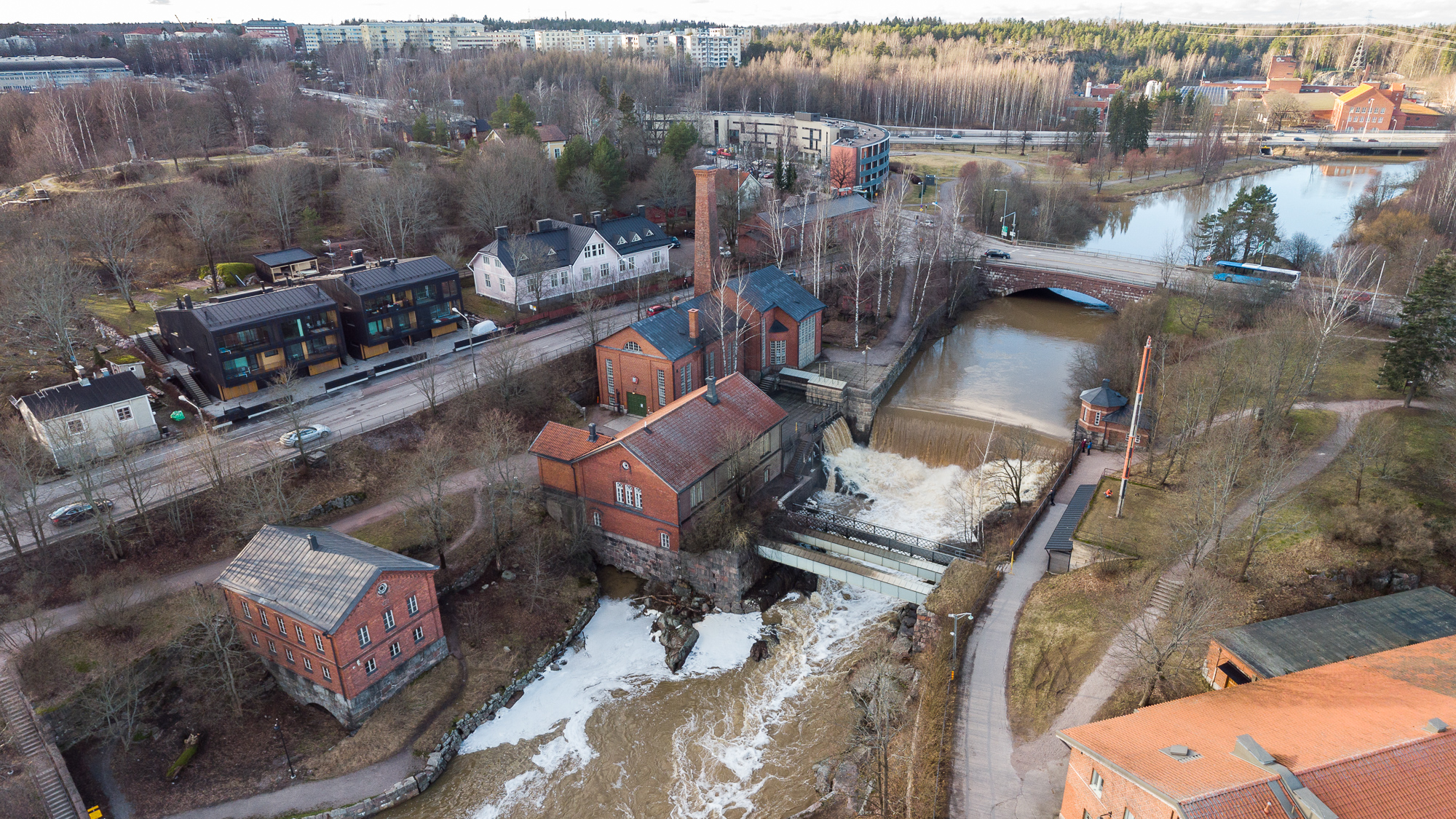

El Museo de las Centrales Energéticas en finés: Voimalamuseo, es un museo sobre las centrales energéticas y sus utensilios que se encuentra en Viikki, Finlandia.

## Localización
Situado al lado de Vanhankaupunki, 
Hämeentie 163, Autobuses 68, 71, Viikki (Helsinki), Finlandia
- Teléfono : +358 (0)9 3108 7064.

## Colecciones
Este museo exhibe bombas hidroeléctricas originales del siglo XIX, la energía nuclear, así como las últimas tendencias de centrales energéticas de energías renovables respetuosas con el medio ambiente tales como, plantas energéticas eólicas, solares, por las fuerzas de las mareas, de biomasa, ....

## Alrededores
- Próxima se encuentra la reserva de naturaleza de la "bahía de Vanhankaupunginlahti", es un humedal de interés internacional con arbolados circundantes de alisos.
- Arboretum de Viikki que está administrado por la universidad de Helsinki.
- Universidad de Helsinki, Campus de Viikki.
- Gardenia-Helsinki, invernadero con una colección de plantas tropicales
- Museo Nacional de Agricultura de Finlandia
- Museo de la Técnica
- Helsinki Business Park